# 방연
방연(龐涓, ? ~ 기원전 342년)은 중국 전국 시대 위나라(魏)의 장수이다. 제나라(齊)의 군사인 손빈(孫臏)의 라이벌이다.

## 생애
귀곡산장에서 은거한 귀곡자(鬼谷子) 밑에서 손빈과 같이 수학을 하였다. 손빈의 재능을 질투한 방연은 손빈이 자신의 앞길에 걸림돌이 된다고 생각하였다. 그가 출세하여 위나라의 대장군이 되었고, 손빈이 위나라로부터 등용되자, 방연은 손빈을 제나라의 간첩으로 무고를 하여, 손빈을 무릎 연골을 손상시키고, 다리를 못쓰게 하는 빈형을 받게 하여 손빈에게 해를 가하였다.
위 혜왕(魏惠王) 28년(기원전 342년), 위나라는 방연을 총사령관을 임명하고, 한나라(韓)로 침공하였다. 한나라는 제나라에게 구원병을 요청을 하였다. 제나라는 전기를 장군으로 삼고, 손빈을 참모로 임명하여, 구원군을 파견하였다. 방연은 제나라군이 위나라의 수도인 대량(大梁)을 공격할 것을 예상하여, 수도 대량에 위나라의 정예병들을 주둔시켰다. 제나라군은 대량성을 공격하는데 실패하고, 방연은 이를 이용하여 한나라 토벌군을 철수시키고, 대량성의 정예병과 한나라 토벌군이 제나라군에 협공을 하여 제나라군이 철수하였다.
방연은 제나라군이 퇴각하자, 군을 이끌고 추격을 하였다. 마릉(馬陵)이라는 곳에서 손빈의 제나라군과 조우하였다. 손빈이 주위의 나무들을 모두 베어 방책을 만들었고, 한 그루의 나무만 남겨두었고, 그 나무의 한쪽 껍질을 벗겨낸 후, 거기에 "龐涓死于此樹之下(방연이 이 나무 밑에서 죽는다)"라고 적어두었고, 길 양측에 궁수 일만을 매복시켰다. 손빈의 계산대로, 한밤중에 손빈이 있는 곳에 방연이 도착하였다. 방연이 나무에 글이 적혀있자, 호기심이 났고, 방연은 글을 읽기 위해 불을 피웠다. 방연이 불피운 것이 신호가 되어 제나라의 복병들이 방연이 있는 곳에 향하여 일제히 화살을 발사하여 수많은 위나라 군사들이 순식간에 전사하였다. 방연은 스스로 제나라군에 패배한 것을 인지하고는 "기어코 그 녀석의 이름을 떨치게 만들었구나(遂成豎子之名)"라고 말하고는 자살하였다.